# Orthotrichia kivuensis
Orthotrichia kivuensis is een schietmot uit de familie Hydroptilidae. De soort komt voor in het Afrotropisch gebied.